# Adhipati

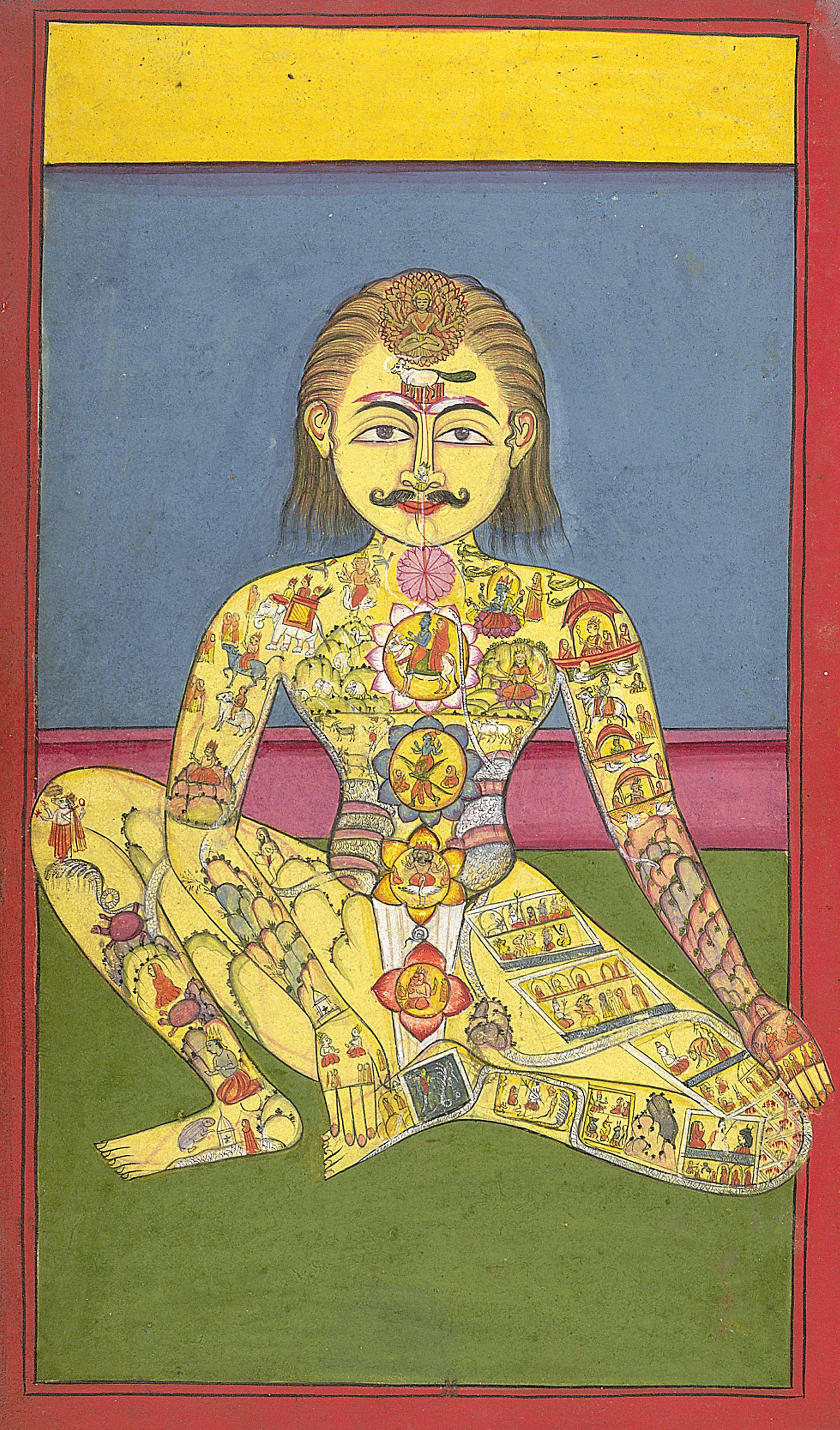
oude Tibetaanse kaart met de 7 Chakra's en de belangrijkste marmapunten

Adhipati (Adhipati-punt) is een marmapunt gelegen op het hoofd. Marmapunten worden in Oosterse filosofieën gebruikt bij massage, yoga, reflexologie en reiki. Men gelooft dat een marmapunt op een nadi ligt en zo een uitwerking kan hebben op een bepaald lichaamsdeel, proces of emotie
Adhipati is het hoogste punt van het hoofd (bij een rechte houding). Dit punt heeft invloed op het Sahasrara (kruin chakra).

## Overige marmapunten
Naar schatting zijn er 62.000 marmapunten in het lichaam. De belangrijkste 52 zijn: